# 歐華能源
歐華能源控股有限公司，簡稱歐華能源控股，以及歐華能源（英語：Ouhua Energy Holdings Limited，SGX：AJ2），在2000年由梁國湛創辦。該總部位於廣東省潮州市。
業務經營在中國內地液化氣體能源。招股價為0.38坡元，發行股數為137,000,000股，集資額為52,060,000坡元。

## 連結
- Ohwa.cn （页面存档备份，存于）